# Metacrias strategica
Metacrias strategica là một loài bướm đêm thuộc phân họ Arctiinae, họ Erebidae. Nó được tìm thấy ở New Zealand, ở đó nó được tìm thấy ở phía nam của Đảo Nam.